# 西脇駅
西脇駅（にしわきえき）は、かつて兵庫県西脇市西脇にあった西日本旅客鉄道（JR西日本）鍛冶屋線の駅である。西脇市の中心部に位置し、同市の中心駅および鍛冶屋線の主要駅であった。
なお、現在の西脇市駅は1駅隣の駅であり、鍛冶屋線があった当時は野村駅として営業していた。鍛冶屋線存廃協議の際は、野村駅と当駅の区間のみの存続も検討されたが、最終的には鍛冶屋線の全線廃止に伴い西脇駅も廃止され、野村駅は現駅名に改名されている。

## 歴史
- 1913年（大正2年）8月10日：播州鉄道の駅として開業。一般駅[1]。
- 1923年（大正12年）12月21日：播丹鉄道に譲渡。
- 1943年（昭和18年）6月1日：播丹鉄道が国有化、鉄道省鍛冶屋線の駅となる[1]。
- 1953年（昭和28年）2月：2代目の駅舎に改築。
- 1974年（昭和45年）10月1日：貨物の取扱いを廃止（旅客駅となる[1]）。
- 1984年（昭和59年）2月1日：荷物の取扱いを廃止[1]。
- 1987年（昭和62年）4月1日：国鉄分割民営化により、JR西日本が継承[1]。
- 1990年（平成2年）4月1日：鍛冶屋線廃線に伴い廃止[1]。隣駅の野村駅が西脇市駅に改称[2]。

## 駅構造
単式ホーム1面1線と島式ホーム1面2線を有していた地上駅。単式ホーム側（駅東口）に駅舎があり、駅前にはロータリーがあった。コンクリート製の有人駅でみどりの窓口も設置されていた。

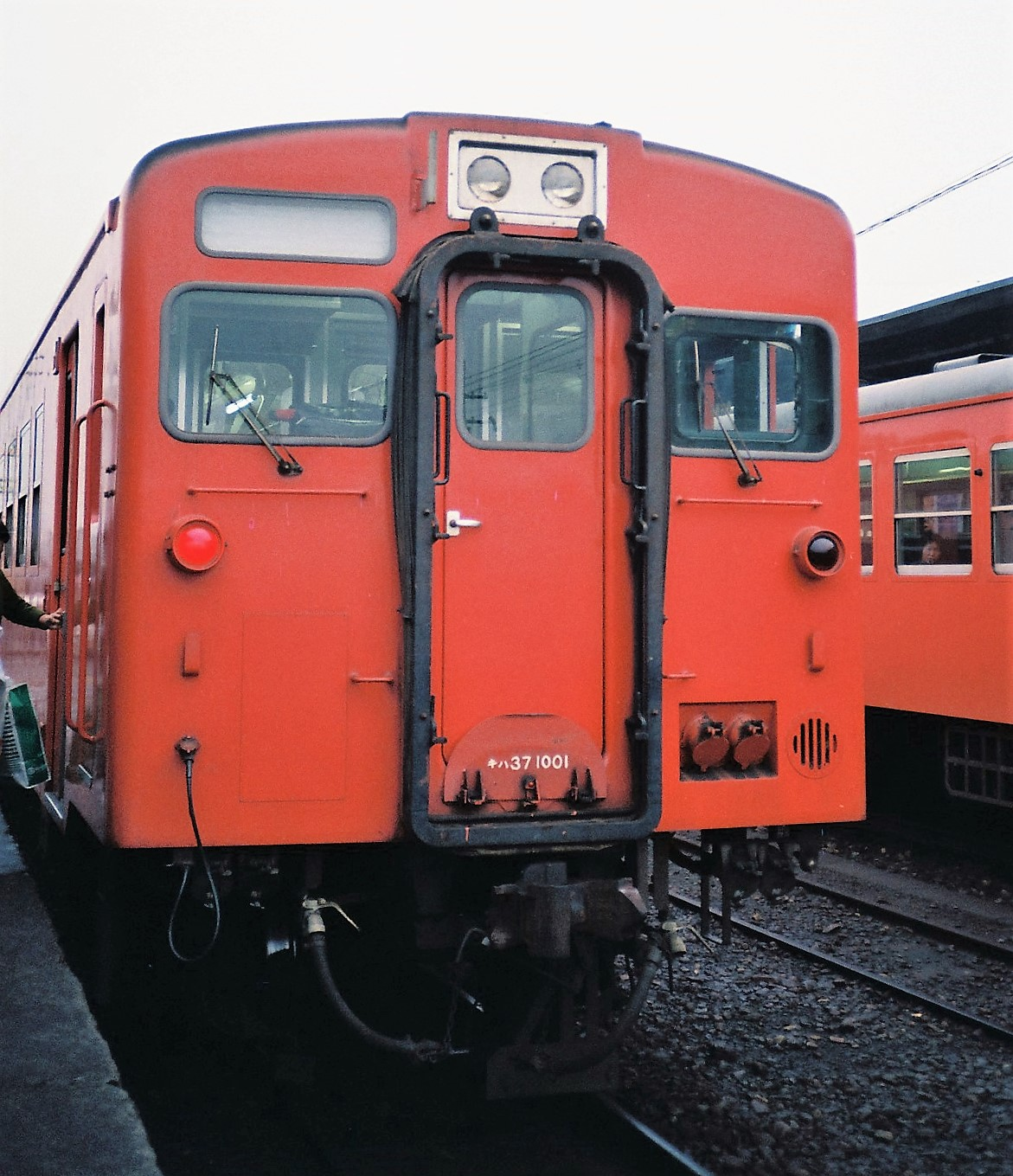
2番線に停車中のキハ37（1986年12月）
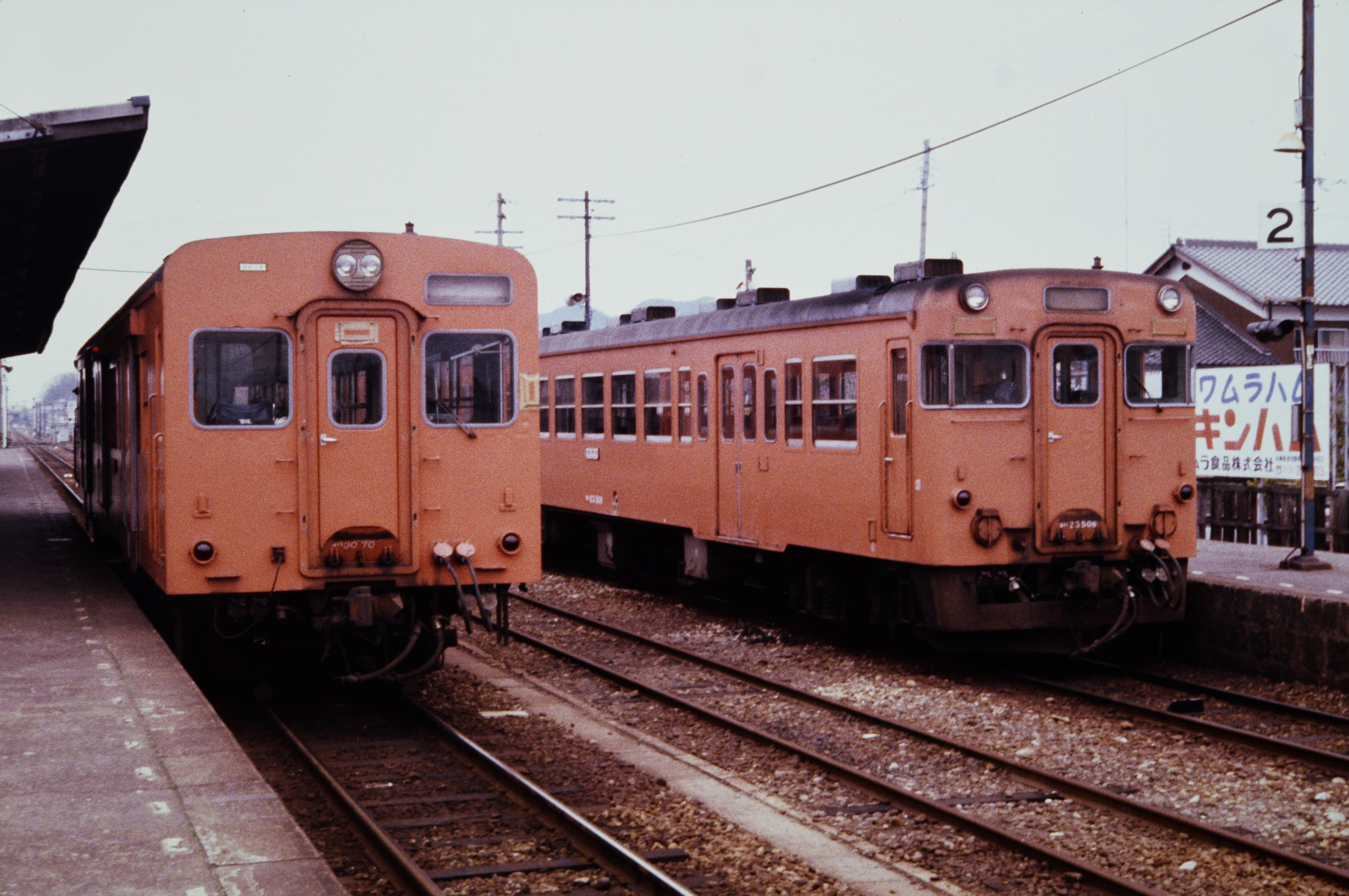
停車中のキハ30 70単行の谷川行普通列車とキハ23 506（1986年8月）
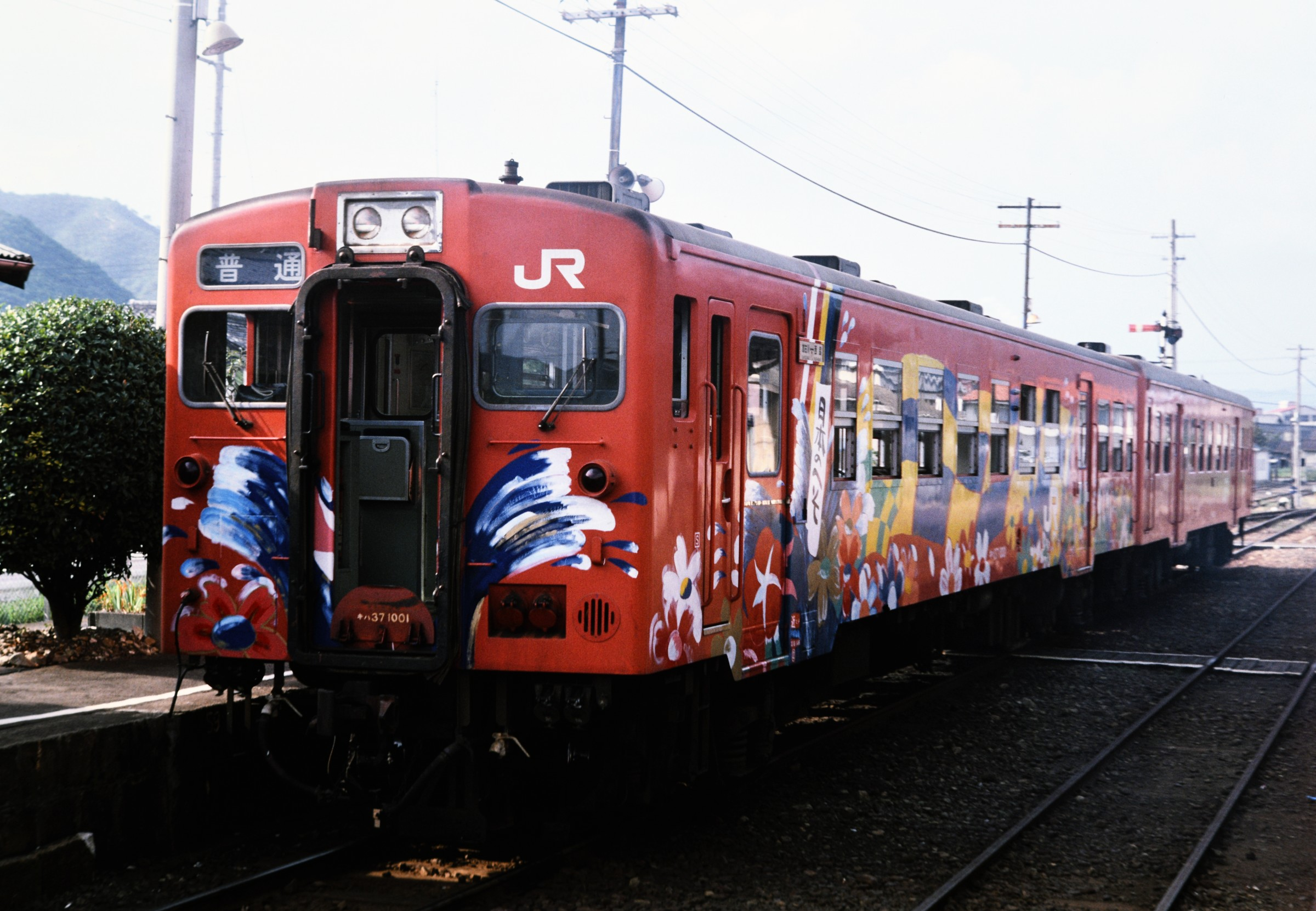
留置中のキハ37 1001とキハ20（1987年9月4日）

## 駅周辺
- 西脇警察署西脇中央交番
- 西脇中本町郵便局
- 兵庫県道54号西脇停車場線
- 西脇中央通り
- レントン通り
- 杉原川

## 現状
駅によって分断されていた道路は東西に結合され、駅前にあったロータリーも撤去された。跡地には神姫バスの西脇バスターミナル（「西脇」停留所）や西脇ロイヤルホテルが建設された。

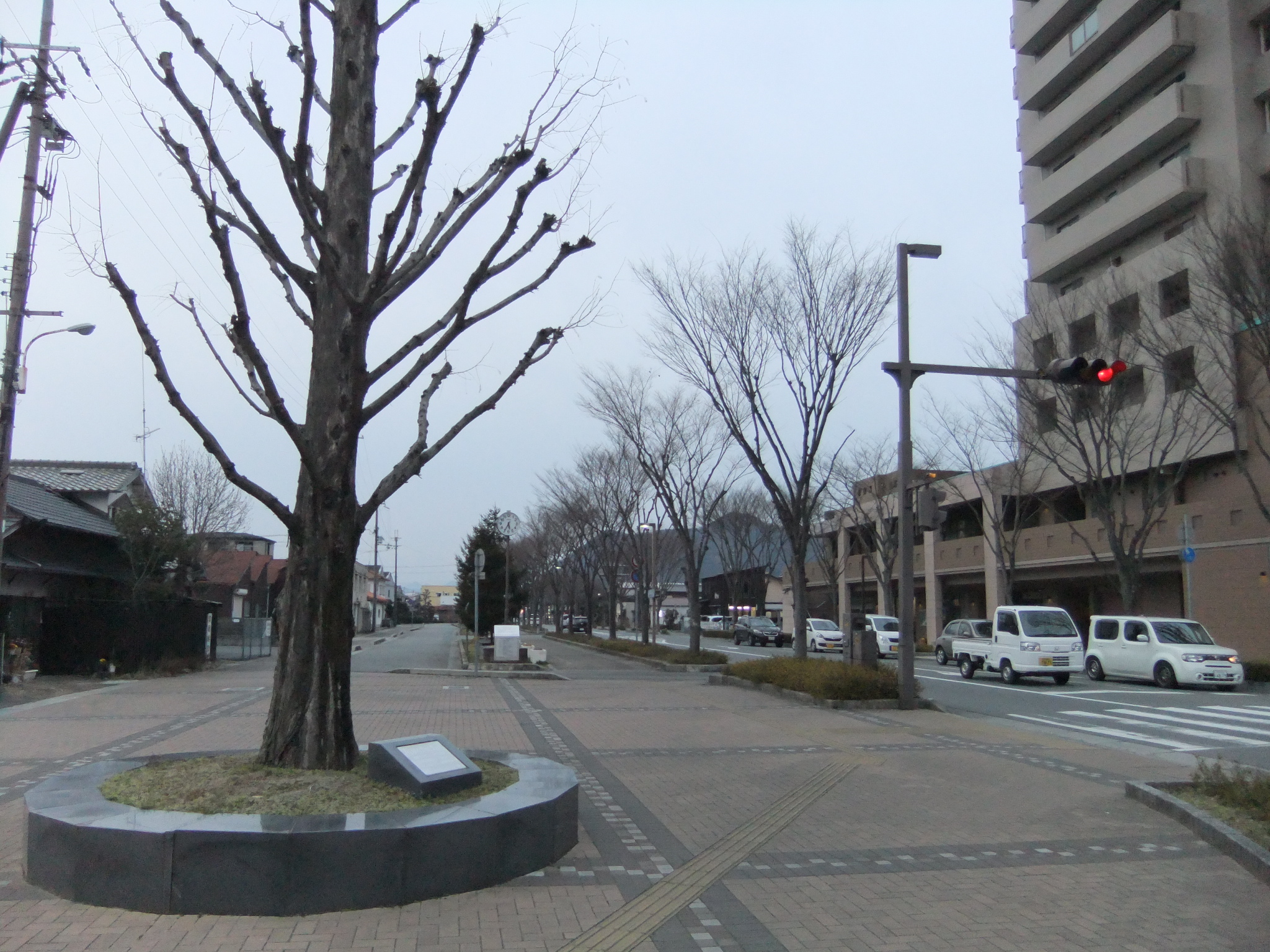
建物が立ち並ぶ駅跡。ホーム跡地にはメタセコイアが植えられ案内板が設置されている（2017年3月）
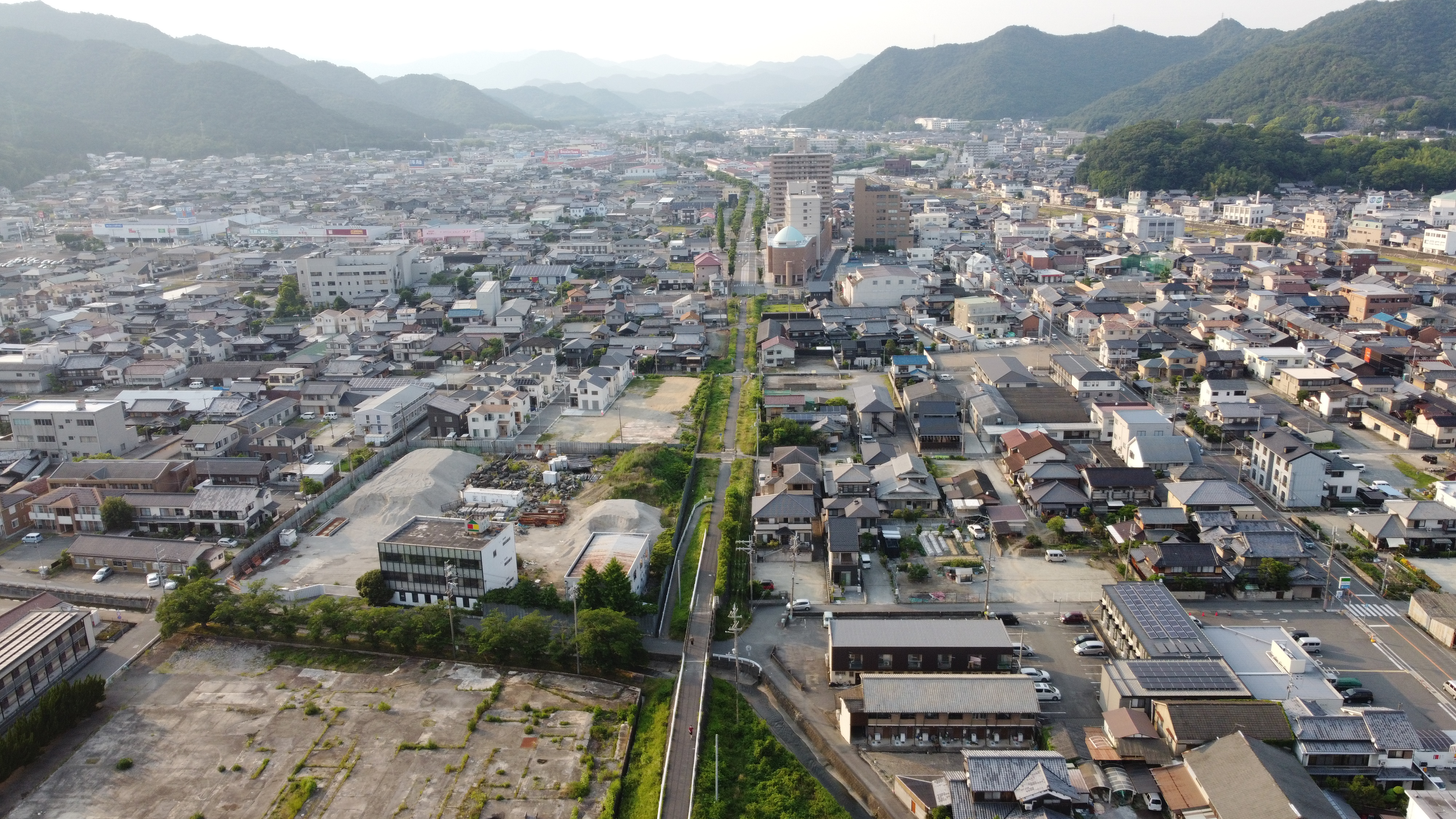
野村-西脇間「やすらぎの道」を南寄りから見る。西脇ロイヤルホテル（奥の茶色の建物）付近に西脇駅があった

## 隣の駅
西日本旅客鉄道（JR西日本）
鍛冶屋線
野村駅 - 西脇駅 - 市原駅